# TSBニュースシャトル
『TSBニュースシャトル』（ティーエスビー ニュースシャトル）は、1989年4月3日から同年9月29日までテレビ信州で放送された平日夕方のローカルワイドニュース番組である（『ニュースシャトル』の長野県ローカルパート扱い）。

## 概要
『信州TODAY』に替わってスタートした番組で、改題とともに55分番組になった。番組前半ではテレビ朝日の全国ニュースを放送し、後半では長野県内のニュースを伝えていたが、番組はわずか半年間で終了した。
後番組は『TSB 600ステーション』。

## ニュースキャスター
- 今村正大

## 放送時間
- 月曜日 - 金曜日 18:00 - 18:55（1989年4月3日 - 1989年9月29日）